# The Emperor's New Clothes (album)
Ne doit pas être confondu avec The Emperor's New Clothes.
Albums de Raekwon
The Wild
(2017)
The Emperor's New Clothes est le huitième album studio de Raekwon, sorti en 2025.

## Historique
Le 16 avril 2025, le label de Nas — Mass Appeal Records (en) — annonce une série de projets intitulée Legend Has It..., constituée de sept albums qui sortiront courant 2025 : Nas & DJ Premier, Ghostface Killah, Raekwon, Mobb Deep, De La Soul, Big L et Slick Rick,.

## Liste des titres
| 1.    | Intro                                                                        | Corey Woods                                                         | Raekwon                   | 0:35 |
| 2.    | Bear Hill                                                                    | Woods                                                               | Frank G.                  | 2:24 |
| 3.    | Pomogranite (feat. Inspectah Deck & Carlton Fisk)                            | - Woods - Jason S Hunter - Carlton Fisk                             | Amadeus & Trilogy         | 3:20 |
| 4.    | Veterans Only Billionaire Rehab (skit)                                       | Woods                                                               | Raekwon                   | 1:04 |
| 5.    | Wild Corsicans (feat. Westside Gunn, Conway The Machine & Benny The Butcher) | - Woods - Alvin Lamar Worthy - Demond Price - Jeremie Damon Pennick | Snipe Beatz               | 3:43 |
| 6.    | 1 Life (feat. Stacy Barthe)                                                  | - Woods - Stacy Barthe                                              | J.U.S.T.I.C.E. League     | 4:19 |
| 7.    | Barber Shop Bullies (skit)                                                   | Woods                                                               | Roads-Art & STLNDRMS      | 0:28 |
| 8.    | Open Doors (feat. Tommy Nova)                                                | - Woods - Tommy Nova                                                | Roads-Art                 | 2:53 |
| 9.    | 600 School (feat. Ghostface Killah & Method Man)                             | - Woods - Dennis David Coles - Clifford Smith Jr.                   | Swizz Beatz               | 3:12 |
| 10.   | The Guy That Plans It                                                        | Woods                                                               | Roads-Art                 | 1:32 |
| 11.   | Da Heavies                                                                   | Woods                                                               | Pav Bundy                 | 2:26 |
| 12.   | Officer Full Beard (skit)                                                    | Woods                                                               | Roads-Art                 | 1:01 |
| 13.   | The Omerta (featuring Nas)                                                   | - Woods - Nasir Jones                                               | Nottz                     | 3:18 |
| 14.   | Get Outta Here (feat. Ghostface Killah)                                      | - Woods - Coles                                                     | Frank G.                  | 2:48 |
| 15.   | The Sober Dose Gift (skit)                                                   | Woods                                                               | Roads-Art                 | 0:56 |
| 16.   | Debra Night Wine (feat. Marsha Ambrosius)                                    | - Woods - Marsha Ambrosius                                          | Bluerocks & Calvin Ewings | 3:20 |
| 17.   | Mac & Lobster (feat. Ghostface Killah)                                       | - Woods - Coles                                                     | Frank G. & Roads-Art      | 3:13 |
| 37:52 |                                                                              |                                                                     |                           |      |

## Samples
Source : WhoSampled
- Wild Corsicans contient un sample de Young, Gifted and Black d'Aretha Franklin et Young Gifted and Black de Jadakiss.
- The Omerta contient un sample de Get Up, Get Into It, Get Involved de James Brown.
- Debra Night Wine contient un sample de Quasimodo's Marriage d'Alec R. Costandinos & The Syncophonic Orchestra.
- Get Outta Here contient un sample de Look What Your Love Has Done to Me Ma de Jeannie Reynolds.
- Bear Hill contient un sample de Right On de Ray Barretto.
- 600 School contient un sample de Battlement Jaxx de Basement Jaxx & Metropole Orkest.
- The Guy That Plans It contient un sample de I'll Never Stop Loving You de Marvin Gaye & Tammi Terrell.
- 1 Life contient un sample de Shut 'Em Down de Public Enemy.